# Hoosier (bandenfabrikant)

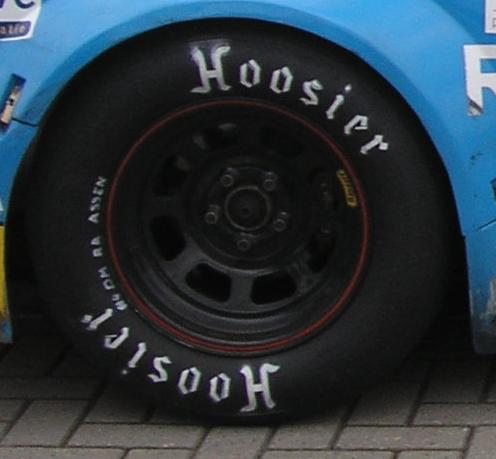
Autoband van Hoosier

Hoosier is een Amerikaanse bandenfabrikant. Het bedrijf heeft zijn hoofdkantoor in Lakeville, Indiana en heeft als motto "Tires Designed for Champions" (banden gemaakt voor kampioenen).
Het woord "Hoosier" is slang voor "inwoner van Indiana".

## Historie
Het bedrijf werd opgericht in 1950 door Robert "Bob" Newton. Het maakte toen gewone banden. In 1957 gingen het bedrijf racebanden maken. Het bedrijf ging in 1967 samen met Mohawk Rubber Company uit Akron, Ohio. 
In 1991 kwam de doorbraak in de racewereld, toen men banden ging maken voor de NASCAR Busch Series. Een jaar later gingen ze banden maken voor de Winston Cup, later de NASCAR NEXTEL CUP. In 1995 zorgde Hoosier voor de banden voor alle race-evenementen die de ARCA (Automobile Racing Club of America ) organiseerde. Nu is Hoosier de grootste werkgever in Plymouth, Indiana en maakt het meer dan 1000 soorten racebanden, waaronder voor de BRL V6.